# 마터호른산
마터호른산 혹은 마테호른산(독일어: Matterhorn), 몬테체르비노산(이탈리아어: Monte Cervino), 몽세르뱅산(프랑스어: Mont Cervin)은 알프스산맥에 있는 산이다. 스위스의 체르마트 마을 남쪽 10km, 스위스와 이탈리아의 국경에 놓여 있다.
산은 네 방향의 경사면으로 이루어져 있다. 남벽과 북벽이 만나 짧은 동서 방향의 능선을 이루고 있다. 마터호른산의 북벽은 아이거산, 그랑드조라스의 북벽과 함께 알프스산맥의 3대 북벽으로 불린다.

## 등반사
1865년 7월 14일 영국의 탐험가 겸 산악인인 에드워드 휨퍼(Edward Whymper)가 이끄는 등반대원 7명이 스위스 능선(북동쪽 능선)을 타고 처음으로 마터호른산 정상에 도착했으나 하산 과정에서 휨퍼가 이끄는 등반대원 7명 가운데 4명이 사망했다. 1865년 7월 17일에는 이탈리아팀의 장앙투안 카렐(Jean-Antoine Carrel)과 장바프티스트 비크(Jean-Baptiste Bich)가 이탈리아 능선(남서 능선)을 타고 마터호른산 정상에 도착했다.